# Korzeniówka (struga)

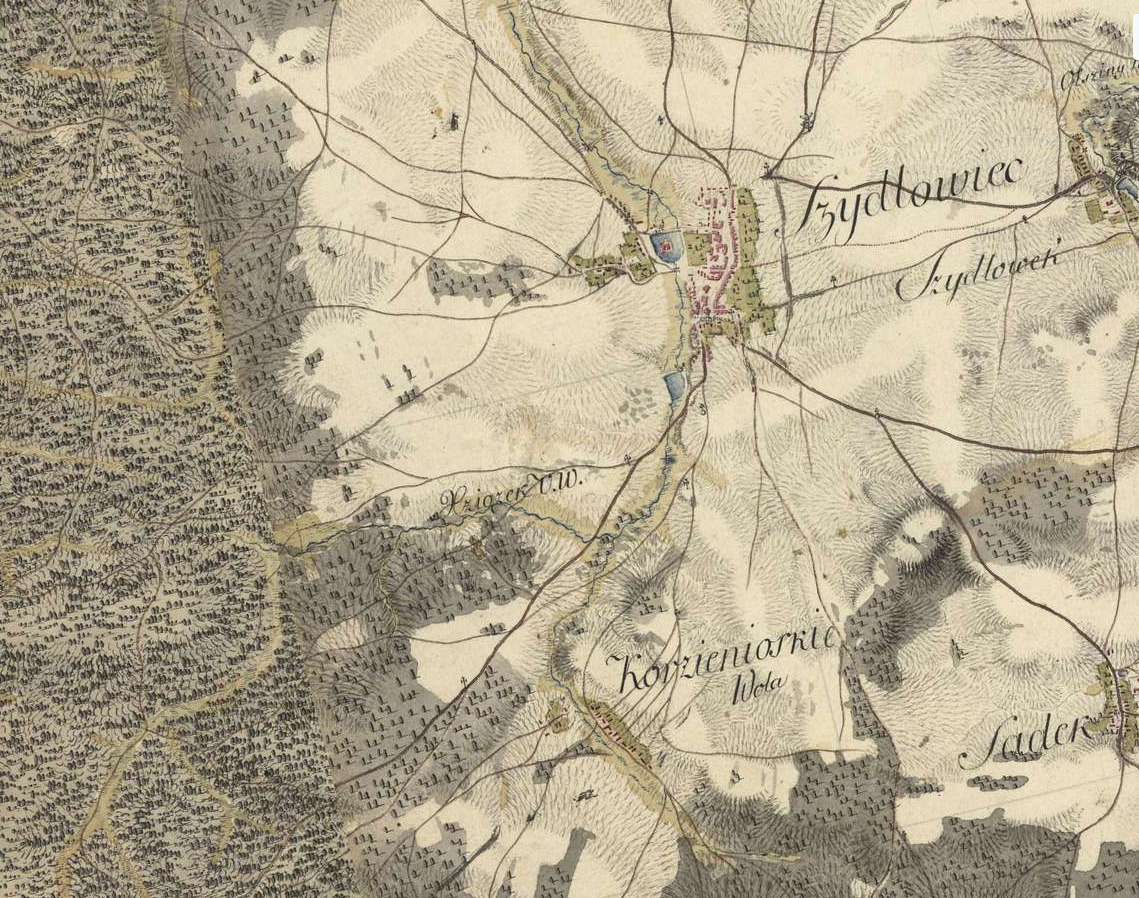

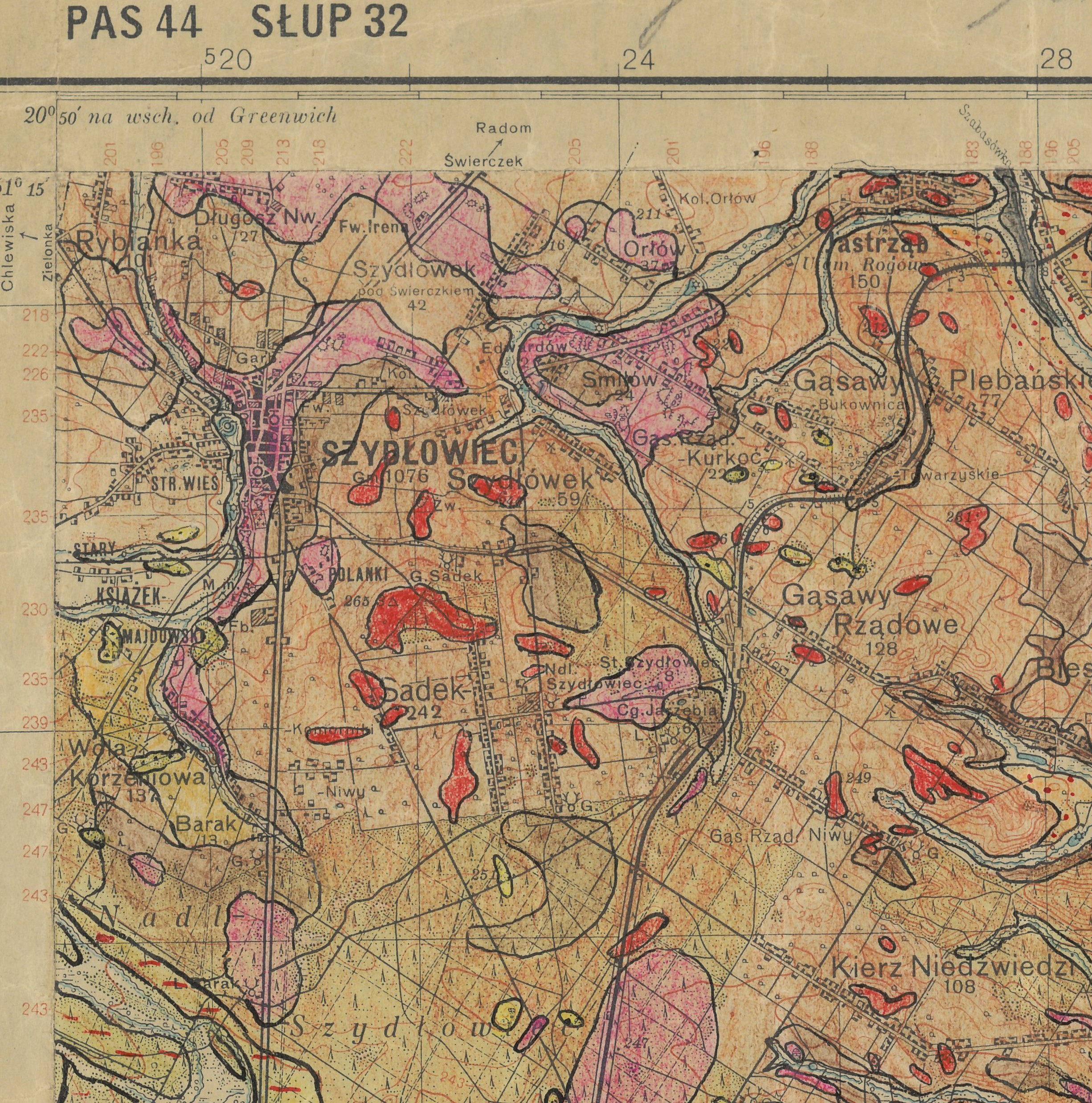
Fragment mapy okolic Szydłowca 1938 roku

Korzeniówka – struga, prawostronny dopływ Kobyłki o długości 9,93 km.
Struga przepływa przez Szydłowiec. Jej wody zasilają szydłowiecki zalew oraz fosę otaczającą szydłowiecki zamek. Zamek został zbudowany na wyspie w rozlewiskach Korzeniówki. Szydłowiec został zbudowany na płaskowyżu powstałym na prawym brzegu rzeki, podczas gdy lewy brzeg jest terenem mało zabudowanym ponieważ teren ten jest położony niżej i jest narażony na zalanie. 
Nie tak dawno wąska współcześnie struga w mieście była znacznie większych rozmiarów przy tej samej długości. Źródła w okolicach Woli Korzeniowej i Książka rekompensowały straty i niekontrolowany ciek wody taki, że Korzeniówka była znacznie szersza i głębsza (był to m.in. główny powód pomyłek w pomiarach kartograficznych, gdzie Szabasówka z Korzeniówką zamieniły się miejscami na mapie). Powodem zmian wymiarów strugi jest znaczny jej ubytek poprzez uregulowanie i wyprostowanie  brzegów. Bowiem źródła strumienia nie są, w przyrodniczym tego słowa znaczeniu, dostateczne do regulacji ubytków wody w pływie rzecznym. Ponadto poziom wody w strumieniu obniżył się znacznie po powiększeniu  Zalewu, który gromadzi  materiał  płynący  strugą 

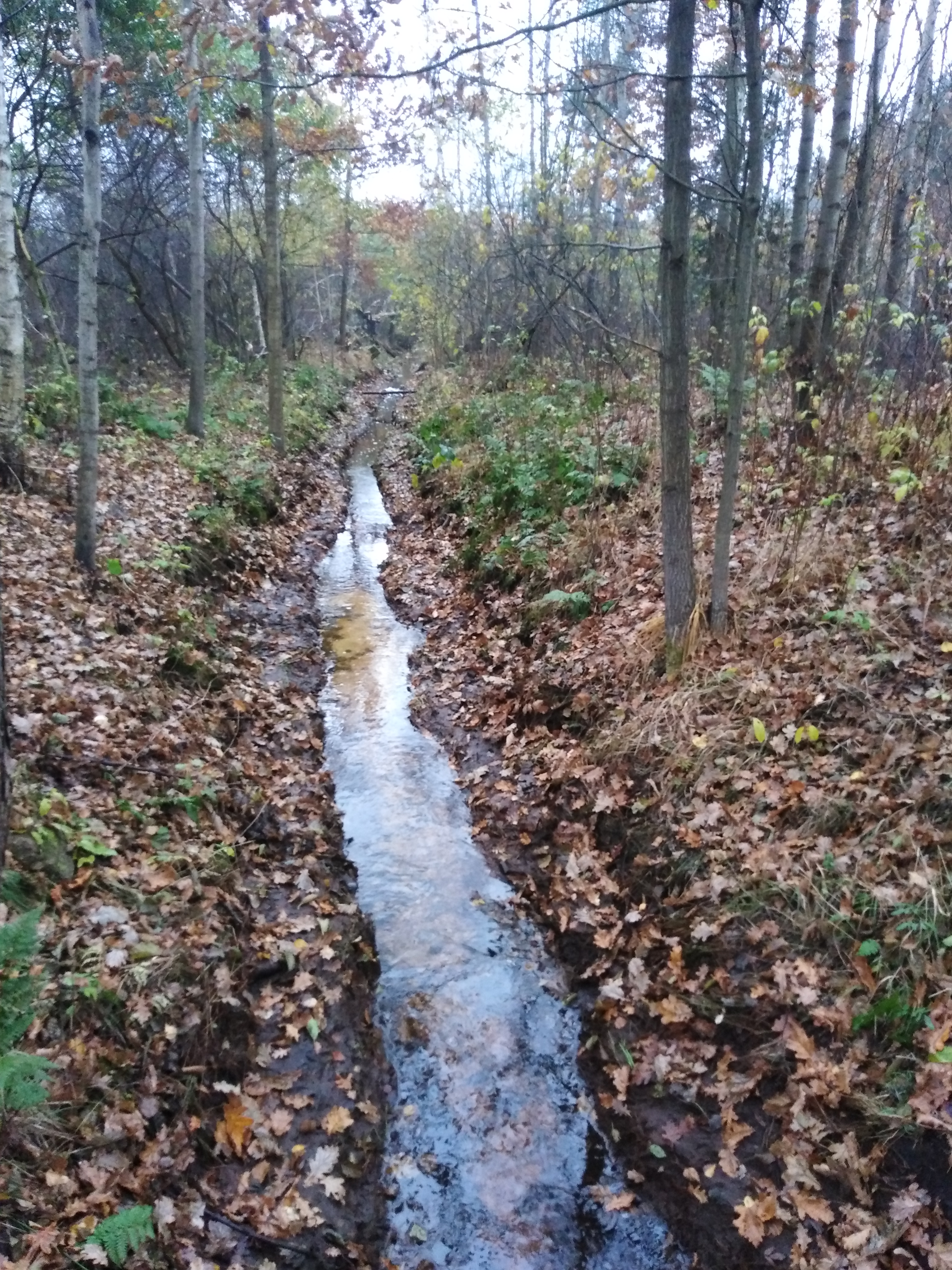
Fragment dopływu strugi  w okolicach Książka Starego